# Мальчик во мгле (повесть)
Мальчик во мгле (англ. Boy in Darkness) — повесть английского писателя Мервина Пика. Впервые опубликована в сборнике «Когда-нибудь, никогда» (издательство Eyre and Spottiswoode) вместе с короткими рассказами Уильяма Голдинга и Джона Уиндема. Работа Пика носила подзаголовок «Грёза».
На русском языке повесть выходила в переводе Сергея Ильина и была опубликована в России издательством Симпозиум в 2004 году и издательством Livebook в 2016-м. По словам жены Мервина Пика, Мэв Гилмор, он хотел писать рассказы об отдельных событиях из жизни Титуса, главного героя трилогии «Горменгаст», поскольку даже в самой длинной книге невозможно отразить все события произошедшие в жизни персонажа.
В благодарностях сын, Себастьян Пик, пишет:
Последовав совету заново издать рассказы моего покойного отца сборником, я обратился за помощью к различным друзьям, родственникам и собирателям его работ. Питер Виннингтон — éminence grise во всем, что касается Мервина Пика, — отметил, что в тексте первого издания повести «Мальчик во мгле», опубликованного в 1956 году, меньше всего ошибок, какие имеются в последующих изданиях, — без Питера этот факт легко было бы и не заметить.

## Сюжет
«Мальчик во мгле» это короткая повесть, примыкающая к основной трилогии Мервина Пика «Горменгаст». Горменгаст — это мрачный замок, выступающий в качестве декораций для передачи тысячелетней истории рода Гроанов. Главный герой, Титус Гроан, семьдесят седьмой граф горменгастский — наследник престола, олицетворение власти, замкнутый в бесконечном и бессмысленном круговороте правил и традиций. Пробудивший ото сна старинный замок, Титус в одиночку борется с рутиной жизни, пытаясь обрести долгожданную свободу.
Повествование открывается четырнадцатым днём рождения мальчика, чьё настоящее имя в повести указывается всего один раз. Юного героя окружают ненавистные церемонии и ритуалы, проводимые в лабиринтах тёмного дома. Он жаждет обрести свободу хотя бы на один день, отчего сбегает из замка в потусторонний мир, где встречает взволнованного Козла и отвратительного Гиену. Полулюди-полуживотные стали результатом преображения их жестокого повелителя Агнца. После смерти творца антропоморфные существа возвращаются в первоначальную форму. На протяжении всего рассказа перед читателем ставятся вопросы: «Сон ли это? По правде ли все? Что это значит?» .

## Персонажи
- Мальчик — главный герой повести, настоящее имя которого Титус Гроан.
- Агнец — антагонист повести, повелитель потустороннего царства, населивший его человекоподобными существами.

 «Белый. Белый, как пена, когда полная луна сверкает над морем; белый, как белки младенческих глаз; белый, как саван призрака. О, белый, как шерсть. Светозарная шерсть… белая шерсть… свитая в полмиллиона колечек… серафическая в её чистоте и мягкости… облачение Агнца»
- Козёл и Гиена — единственные выжившие прислужники Агнца. Все самые прекрасные творения Агнца погибли, однако Козел и Гиена остались в живых, «этих, похоже, убить нельзя было ничем».

## Рецензии
На официальном сайте издательства Livebook была опубликована рецензия под названием «Се Агнец». Журнал Darker о сборнике «Мальчик во мгле».
«Мальчик во мгле и другие рассказы» — странный сборник, по какому-то загадочному принципу объединяющий в себе совершенно непохожие произведения. Хоть какое-то объяснение этому выбору пытается дать в своём предисловии Себястьян Пик, вспоминающий, как отец по вечерам рассказывал детям загадочные и пугающие истории. Но нам, читателям, грех жаловаться. В сопровождении прекрасных атмосферных зарисовок Пика в небольшом томике напечатаны и менее известные произведения, три из которых переводятся на русский впервые. Вопреки, а скорее даже благодаря эклектической подборке книгу можно рекомендовать и поклонникам писателя во всех его ипостасях, и тем, кто знает только о Горменгасте и хочет расширить кругозор, и даже для первого знакомства с творчеством Мервина Пика.

## Издания
На русском языке:
- Сборник англо-американской фантастики. Багряная игра, М.: Аргус, 1994 г.
- Горменгаст: Одиночество Титуса. Мальчик во мгле, СПб.: Симпозиум, 2004 г.
- Мальчик во мгле и другие рассказы, М.: Livebook / Гаятри, 2016 г. (февраль)

На английском языке:
- Sometime, Never: Three Tales of Imagination, London: Eyre & Spottiswoode, 1956 г.
- Peake’s Progress, New York: Overlook Press, 1978 г. (декабрь)
- Boy in Darkness and Other Stories, London: Peter Owen, 2007 г. (декабрь)

Периодика:
- Новая Юность № 5 (62) 2003 год